# جون آرثر طومسون
كان السير جون آرثر طومسون (بالإنجليزية: Sir John Arthur Thomson)‏ (8 يوليو 1861 - 12 فبراير 1933) عالمًا طبيعيًا اسكتلنديًا  قام بتأليف العديد من الكتب البارزة وكان خبيرًا في الشعاب المرجانية اللينة

## حياته
ولد في بيلموير شرق سالتون الشرقية، لوثيان الشرقية، وهو الابن الثاني لإيزابيلا لاندسبورو (1828-1905)  والقس آرثر طومسون (1823-1881)، وهو قسيس في الكنيسة الحرة في اسكتلندا، أصله من موكهارت.
درس التاريخ الطبيعي في جامعة إدنبرة وتخرج بدرجة الماجستير في عام 1880. وقد اكتسب شهرة بالفعل كعالم جدير خلال سنواته الأولى وفي عام 1887، عندما كان يبلغ من العمر 25 عامًا، تم انتخابه زميلًا في الجمعية الملكية لإدنبره. وكان مقدمو اقتراحه باتريك جيديس وجي تي كننغهام والسير جون موراي وروبرت ماكنير فيرجسون.
درس في الكلية الملكية (ديك) البيطرية من عام 1893 حتى 1899 ثم جامعة أبردين من عام 1899 حتى عام 1930 كأستاذ ريجيوس للتاريخ الطبيعي (أبردين)، وهو العام الذي نال فيه لقب فارس. سعت أعماله الشعبية إلى التوفيق بين العلم والدين. تم نشر مخطط Thomson's Outline of Science عام 1922، وباع أكثر من مائة ألف نسخة في خمس سنوات.
عاش في 15 Chanonry في أبردين. 
في محاضراته في جيفورد وعدد من الكتب التي كتبها مع صديقه باتريك جيديس، دافع عن شكل من أشكال البيولوجيا الكلية التي يمكن أن يتجاوز فيها نشاط الكائن الحي القوانين الفيزيائية التي تحكم الأجزاء المكونة له.  وصف البعض عمل جيديس وتومسون بأنه نيوفيتاليست على الرغم من أن الموقف المعروض في كتبهم أقرب إلى النفسانية الشاملة كما ادعى طومسون أن العقل لا يمكن أن ينبثق من المادة وأنه كان موجودًا في الطبيعة طوال الوقت. كان طومسون يعتقد أن هناك حياة على جميع المستويات، وكتب أنه «لا يوجد شيء غير حي». ومع ذلك، فقد وجد الأفكار الحيوية لهنري برجسونملهم.
وفقًا لبيتر ج.بولر، كان طومسون كاتبًا علميًا مشهورًا روج لتفسير غير مادي للعلم على الرغم من أن تفسيره لم يكن مقبولًا من قبل الجميع داخل المجتمع العلمي حيث ادعى البعض أن وجهات نظره كانت نيوفيتالية وبالتالي عفا عليها الزمن.
شجع طومسون أيضًا على أهمية التعايش والتعاون في الطبيعة بدلاً من فكرة النضال. و أثناء وجوده في جامعة أبردين، أشرف طومسون على أبحاث عالمة السرطانات المرموقة إيزابيلا جوردون كما حصل على وسام فارس عام 1930 من قبل الملك جورج الخامس.